# Mark Mateschitz
Mark Dietrich Mateschitz (* 7. Mai 1992 als Mark Dietrich Gerhardter) ist ein österreichischer Milliardenerbe und der reichste Österreicher. Sein Vater war der 2022 verstorbene Dietrich Mateschitz, der das Energydrink-Unternehmen Red Bull mitbegründete, dessen Anteile er an seinen Sohn vererbte.

## Leben

### Frühe Jahre
Mark Mateschitz ist der Sohn des Red-Bull-Mitgründers Dietrich Mateschitz (1944–2022). Er wuchs bei seiner Mutter Anita Gerhardter auf, mit der Dietrich Mateschitz eine zweijährige Beziehung geführt hatte.
2011 maturierte er am Privatgymnasium Werkschulheim Felbertal in Ebenau im Salzburger Flachgau. Anschließend absolvierte er ein Studium der Betriebswirtschaftslehre an der Fachhochschule Salzburg.

### Positionen im Konzern
Anfang Juli 2021 wurde er Geschäftsführer der Mark Mateschitz Beteiligungs GmbH, einer 100-Prozent-Tochter der von seinem Vater gehaltenen Konzernholding Distribution & Marketing GmbH. Die Beteiligungsgesellschaft ist seit Oktober 2021 Gesellschafterin des Immobilienunternehmens deaurea gmbh und hält nach zweimaliger Kapitalerhöhung 34 Prozent an den Gesellschaftsanteilen.
Seit August 2017 war er als Geschäftsführer in der Thalheimer Heilwasser GmbH in Thalheim an der Mur tätig, die unter anderem das Thalheim Bier vertreibt.
Als Geschäftsführer dieser regional wichtigen Heilquelle hatte Mateschitz bei der Eröffnung der Brauerei im Jahr 2019 seinen ersten Auftritt in der Öffentlichkeit mit dem damaligen Landeshauptmann der Steiermark Hermann Schützenhöfer. Im April 2022 beendete Mark Mateschitz diese Geschäftsführertätigkeit wieder.
Die Familie Mateschitz besitzt in dieser Gegend in der Nähe des Red-Bull-Rings Schlösser wie das Schloss Sauerbrunn, Hotels, Gaststätten und die Therme Fohnsdorf. Mark Mateschitz ist persönlich haftender Gesellschafter der Liegenschaftsverwaltung Dietrich Mateschitz Verwaltungs OG, die diese Liegenschaften verwaltet.

### Red Bull
Sein Vater Dietrich Mateschitz war zum Zeitpunkt seines Todes im Oktober 2022 der reichste Österreicher. Seine Nachfolge als Geschäftsführer der Red Bull GmbH, deren Produkt der Energydrink Red Bull ist, war zunächst für die Öffentlichkeit unklar.
Der Thailänder Chalerm Yoovidhya, Sohn des 2012 verstorbenen Red-Bull-Mitbegründers Chaleo Yoovidhya, hält mit 2 Prozent persönlichem Anteil und 49 Prozent über seine T.C. Agrotrading Company Ltd. mit Sitz in Kowloon (Hongkong) die Mehrheitsanteile an der Red Bull GmbH.

Am 4. November 2022 gab Mark Mateschitz, als Alleingesellschafter der Distribution & Marketing GmbH und damit neuer Miteigentümer der Red Bull GmbH, in einer Mitteilung an die Belegschaft von Red Bull bekannt: 

„Wie von meinem Vater und mir vorgeschlagen und gewünscht und von unseren thailändischen Partnern unterstützt, wird ein Board of Directors die Geschäfte von Red Bull führen.“

 Im Weiteren wird Mateschitz zitiert mit: 

„Die Familie Yoovidhya ist uns […] nicht nur geschäftlich, sondern mehr noch freundschaftlich verbunden. Davon konnte ich mich zuletzt in sehr ausführlichen persönlichen Gesprächen überzeugen. Seit Gründung der Gesellschaft im Jahr 1987 wurden alle Gesellschafterbeschlüsse ausnahmslos einstimmig gefasst. Ich gedenke, diese Tradition fortzuführen.“

Dem Führungsteam werden demnach Franz Watzlawick, seit 2018 globaler Vertriebsleiter, Alexander Kirchmayr, seit Februar 2022 Prokurist der Red Bull GmbH, sowie Oliver Mintzlaff, der bis 15. November 2022 amtierende Geschäftsführer von RB Leipzig, angehören.
Mark Mateschitz gibt damit auch seine Funktion als Head of Organics bei Red Bull auf. Die Produktlinie „Organics by Red Bull“, die Bio-Erfrischungsgetränke-Sparte des Konzerns mit unter anderem Red Bull Cola, sei laut seinen Aussagen ein Herzensprojekt von ihm. Er wolle jedoch nicht Angestellter und Gesellschafter zugleich sein, sondern sich auf seine Rolle als Gesellschafter konzentrieren.

### Sonstiges
Anfang 2022 wurde Mateschitz anstelle von Roland Concin in den Vorstand der gemeinnützigen Stiftung Wings for Life berufen, in dem bereits seit September 2011 seine Mutter Anita Gerhardter stellvertretende Vorsitzende ist.
Im Bloomberg Billionaires Index wurde er 2023 auf Rang 79 gelistet, mit einem geschätzten Vermögen von rund 20,2 Milliarden US-Dollar.
Seit 2023 ist er mit Victoria Swarovski liiert, die aus der Unternehmerfamilie Swarovski stammt.
Gemeinsam mit Stefan Pierer gründete er 2024 die PiMa Beteiligungsverwaltung, die über die Robau Beteiligungsverwaltung GmbH am Feuerwehrausrüster Rosenbauer beteiligt ist.